# Charles de La Fosse

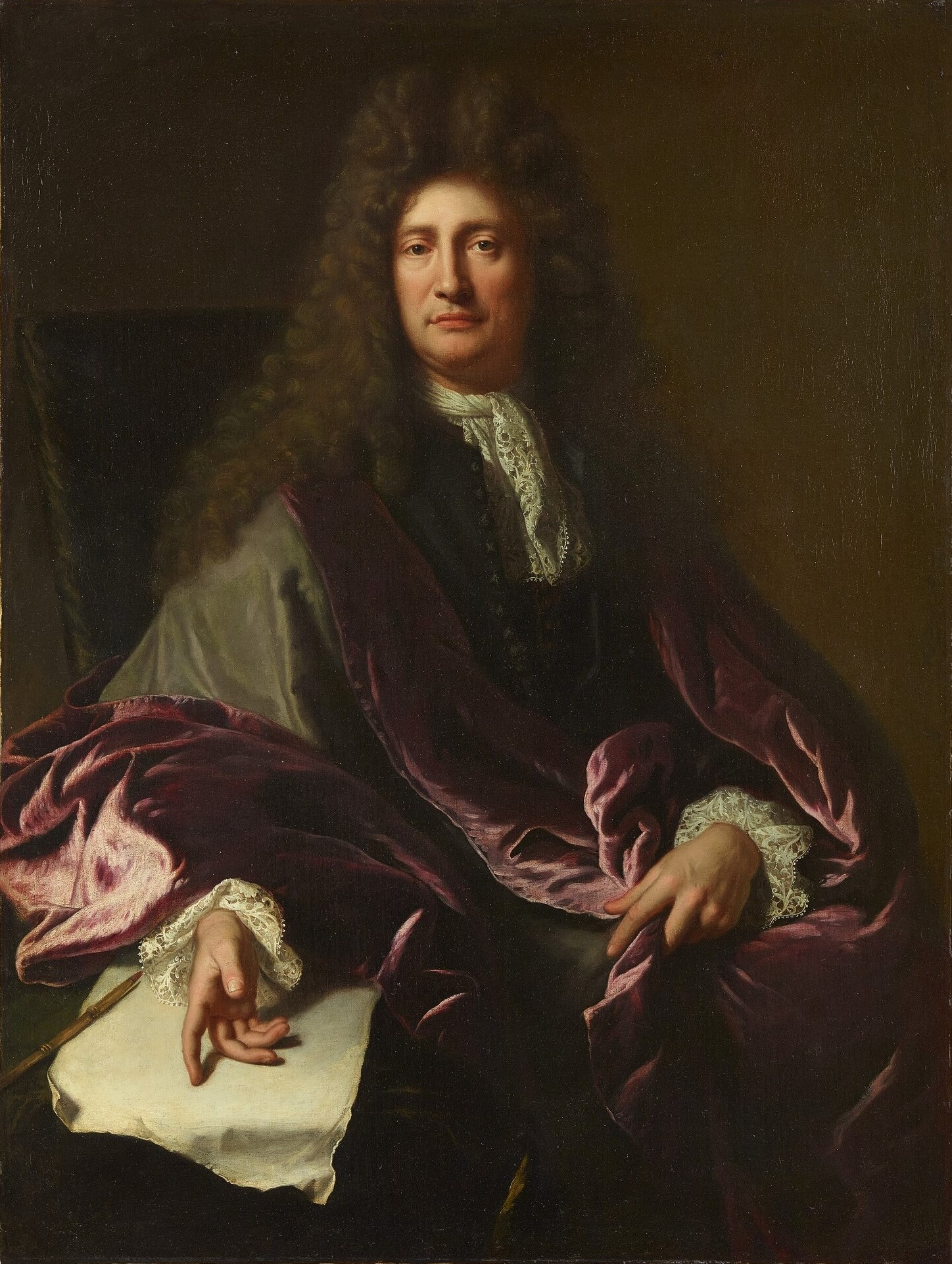
1688 - Charles de La Fosse

Charles de La Fosse (of Charles de Lafosse) (Parijs, 15 juni 1636 - Parijs, 13 december 1716) was een Franse kunstschilder. Hij schilderde in de trant van de Franse barokke schilderkunst, maar evolueerde naar een lichtere en kleurigere stijl die vooruitliep op de rococo.
Behalve van zijn leermeester Charles Le Brun onderging La Fosse nog de invloed van Rubens en de Italiaanse kunstschilders van de 16e eeuw, zoals Paolo Veronese, Correggio en Titiaan.
In 1673 trad hij toe tot de Koninklijke Academie voor Beeldhouw- en Schilderkunst (Academie Royale de Peinture et Sculpture) en in 1699 werd hij tot directeur benoemd van deze instelling.
Hij werkte aan de fresco's in het Kasteel van Versailles in opdracht van Lodewijk XIV.
Op vraag van de Engelse diplomaat Lord Montagu trok La Fosse in 1689 naar Londen en schilderde Montagu House. In 1692 keerde hij op verzoek van architect Jules Hardouin-Mansart terug naar Parijs om de koepel van de Dôme des Invalides te versieren.
In zijn latere jaren decoreerde La Fosse nog verschillende openbare gebouwen en private woningen, onder andere van de kunstverzamelaar Pierre Crozat met wie hij bevriend was. Het was onder diens dak dat hij in 1716 overleed.
Charles de La Fosse beïnvloedde zijn neef Antoine Pesne en Jean Antoine Watteau die hij in de Academie introduceerde. Daarna raakte hij in de vergetelheid.
La Fosse werd begraven in de Saint-Eustache te Parijs.
- Bibsys: 1592544502414
- Bibliothèque nationale de France: cb13165647h (data)
- Biografisch Portaal: 15397167
- Gemeinsame Normdatei: 123192862
- International Standard Name Identifier: 0000 0001 2025 7231
- KulturNav: e8fa800a-9914-41d4-a87a-c8246cc9f4fb
- Library of Congress Control Number: nr92033254
- MusicBrainz: df910ed5-65ed-45a6-8f38-917d4813ae58
- National Gallery of Victoria: 5094
- Nationale Bibliotheek van Tsjechië: xx0136218
- RKD-Nederlands Instituut voor Kunstgeschiedenis: 47388
- Istituto Centrale per il Catalogo Unico: NAPV101261
- Système universitaire de documentation: 073998826
- Union List of Artist Names: 500032738
- Virtual International Authority File: 51828183
- WorldCat: E39PBJfmpbMtRKWmrdw8dW4rMP